# Британський Гондурас
Британський Гондурас (англ. British Honduras) — колишня британська колонія, яка стала незалежною державою Беліз.
Початково терен був колонізований іспанцями в 17 столітті, край на східному узбережжі Центральної Америки, на півдні Мексики, був британською колонією у 1862—1964 роках, коли отримав самоврядування. Беліз отримав повну незалежність від Великої Британії в 1981 році. Беліз був останнім континентальним володінням Сполученого Королівства в Америці.
Перше британське поселення в районі сучасного Белізу було створено в 1638. Британська колонізація викликала конфлікти з іспанцями, які зрештою згідно з Утрехтським миром, 1713 визнали британські права на Беліз.
У 1780 терен Белізу було включено в британську колонію Ямайка. Після 1821, територіальні претензії на Беліз висунули Мексика і Гватемала. У 1859 договір про кордон підписано з Гватемалою.
З 1862 року офіційна назва терену — Британський Гондурас, а з 1872 стала окремою колонією.
У 1940 поновився конфлікт з Гватемалою, яка скасувала демаркацію кордону від 1859 і у 1945 оголосила про включення Британського Гондурасу до свого складу.
Після отримання Британським Гондурасом внутрішньої автономії в 1964, Гватемала намагалася зупинити надання незалежності колонії.
В 1973 назва була змінена на колонію Беліз, а з 1975 було отримано незалежність у зовнішній політиці. У тому ж році, Гватемала оголосила про мобілізацію військ. Відбулася взаємна демонстрація військ на кордоні.
У 1980 ООН стає посередником між Сполученим Королівством, Белізом і Гватемалою. Хоча Гватемала не відмовилась від своїх територіальних претензій, 21 вересня 1981 колонія стала незалежною — державою Беліз. Нова держава була визнана Гватемалою у 1991.